# خليج طوكيو

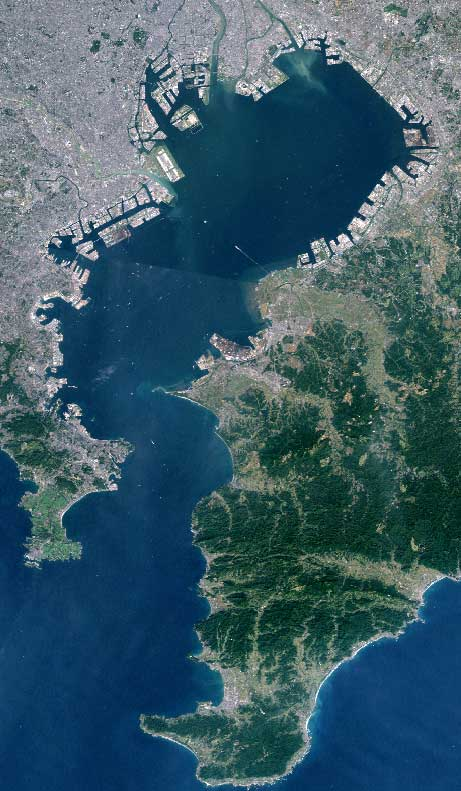
صورة لخليج طوكيو من الفضاء.

خليج طوكيو (باليابانية: 東京湾 طوكيو وان) هو خليج يقع في جنوب منطقة كانتو في اليابان. وكان الاسم القديم له هو خليج إيدو
.

## الجغرافيا

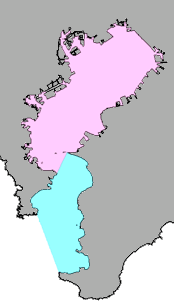
خليج طوكيو بالمعنى الضيق (قرمزي)، وبالمعنى الواسع (أزرق).

يحيط بخليج طوكيو شبه جزيرة بوسو (محافظة تشيبا) من الشرق وشبه جزيرة ميورا (محافظة كاناغاوا) من الغرب. يتضمن خليج طوكيو حوالي 249 كيلومتر مربع من الأراضي المستصلحة.
الجزيرة الطبيعية الوحيدة في الخليج هي جزيرة القرد (猿島) ، بالقرب من كاناغاوا. وهناك جزر اصطناعية عديدة تم إنشاؤها كقواعد عسكرية بحرية أثناء فترة تايشو وميجي.